# Kidderminster
Kidderminster este un oraș în comitatul Worcestershire, regiunea West Midlands, Anglia. Orașul se află în districtul Wyre Forest. 